# Melrose Place
Melrose Place – 226-odcinkowa, amerykańska opera mydlana, premierowo nadawana w latach 1992–1999 przez TV FOX, stworzona przez Darrena Stara i wytwórnię Aarona Spellinga, twórcy takich hitów jak: Dynastia, Beverly Hills, 90210, Savannah czy Czarodziejki.
Serial opowiada o życiu młodych osób z ekskluzywnej kalifornijskiej dzielnicy West Hollywood, marzących o karierze i uczuciach. Melrose Place miało być spin-offem Beverly Hills, 90210 (o czym świadczy pojawiająca się na początku pierwszego sezonu obsada z BH 90210), jednak szybko zaczęło żyć własnym życiem i uniezależniło się.
Melrose Place doczekało się w latach 1994–1995 swojego spin-offu w postaci serialu Agencja modelek, skupiającego się na domu mody prowadzonym przez Hilary Michaels, matkę Amandy Woodward z Melrose Place.
W 2009 roku stacja The CW zrealizowała spin-off serialu pod starą nazwą „Melrose Place”, w którym pojawią się zarówno nowi bohaterowie jak i stare twarze. Z pierwotnego składu nie zabrakło: Sydney Andrews, Jane Andrews, Michaela Mancini oraz Jo Reynolds. Serial był krytykowany i zakończył się po pierwszym sezonie.

## Lista odcinków
| Seria | Seria | Odcinki | Pierwsza emisja FOX  | Pierwsza emisja FOX  | Pierwsza emisja TVN (sezony 1-7)/ TVN7 (sezon 7)/ HBO (film) | Pierwsza emisja TVN (sezony 1-7)/ TVN7 (sezon 7)/ HBO (film) |
| Seria | Seria | Odcinki | Premiera             | Finał                | Premiera                                                     | Finał                                                        |
| ----- | ----- | ------- | -------------------- | -------------------- | ------------------------------------------------------------ | ------------------------------------------------------------ |
|       | Pilot | 1       | 30 kwietnia 1992     | 30 kwietnia 1992     | 24 czerwca 1995 (TVP1)                                       | 24 czerwca 1995 (TVP1)                                       |
|       | 1     | 32      | 8 lipca 1992         | 26 maja 1993         | 6 października 1997                                          | 6 maja 1998                                                  |
|       | 2     | 32      | 8 września 1993      | 18 maja 1994         | 7 maja 1998                                                  | 19 czerwca 1998                                              |
|       | 3     | 32      | 12 września 1994     | 22 maja 1995         | 22 czerwca 1998                                              | 13 stycznia 1999                                             |
|       | S     | 1       | 9 stycznia 1995      | 9 stycznia 1995      | 3 stycznia 1999                                              | 3 stycznia 1999                                              |
|       | 4     | 34      | 11 września 1995     | 20 maja 1996         | 20 stycznia 1999                                             | 10 listopada 1999                                            |
|       | 5     | 34      | 9 września 1996      | 19 maja 1997         | 17 listopada 1999                                            | 11 lipca 2000                                                |
|       | 6     | 27      | 8 września 1997      | 30 marca 1998        | 12 lipca 2000                                                | 13 września 2000                                             |
|       | 7     | 35      | 27 lipca 1998        | 24 maja 1999         | 20 września 2000                                             | 27 września 2001                                             |
|       | Film  | 1       | 10 października 2015 | 10 października 2015 | 30 czerwca 2016                                              | 30 czerwca 2016                                              |

## Obsada i ekipa realizacyjna

### Obsada główna
| Aktor                 | Postać           | Odcinki | Sezony       | Sezony           | Sezony           | Sezony           | Sezony           | Sezony           | Sezony           |
| Aktor                 | Postać           | Odcinki | 1            | 2                | 3                | 4                | 5                | 6                | 7                |
| --------------------- | ---------------- | ------- | ------------ | ---------------- | ---------------- | ---------------- | ---------------- | ---------------- | ---------------- |
| Josie Bissett         | Jane Andrews     | 172     | Główna       | Główna           | Główna           | Główna           | Główna           |                  | Główna           |
| Thomas Calabro        | Michael Mancini  | 222     | Główna       | Główna           | Główna           | Główna           | Główna           | Główna           | Główna           |
| Amy Locane            | Sandy Harling    | 13      | Główna       |                  |                  |                  |                  |                  |                  |
| Doug Savant           | Matt Fielding    | 163     | Główna       | Główna           | Główna           | Główna           | Główna           | Główna           |                  |
| Grant Show            | Jake Hanson      | 157     | Główna       | Główna           | Główna           | Główna           | Główna           |                  |                  |
| Andrew Shue           | Billy Campbell   | 200     | Główna       | Główna           | Główna           | Główna           | Główna           | Główna           | Główna           |
| Courtney Thorne-Smith | Alison Parker    | 158     | Główna       | Główna           | Główna           | Główna           | Główna           |                  |                  |
| Vanessa Williams      | Rhonda Blair     | 32      | Główna       |                  |                  |                  |                  |                  |                  |
| Daphne Zuniga         | Jo Reynolds      | 110     | Główna       | Główna           | Główna           | Główna           |                  |                  |                  |
| Heather Locklear      | Amanda Woodward  | 199     | Drugoplanowa | Specjalny udział | Specjalny udział | Specjalny udział | Specjalny udział | Specjalny udział | Specjalny udział |
| Laura Leighton        | Sydney Andrews   | 126     | Gościnnie    | Drugoplanowa     | Główna           | Główna           | Główna           |                  |                  |
| Marcia Cross          | Kimberly Shaw    | 114     | Drugoplanowa | Drugoplanowa     | Drugoplanowa     | Główna           | Główna           |                  |                  |
| Jack Wagner           | Peter Burns      | 139     |              |                  | Drugoplanowa     | Główna           | Główna           | Główna           | Główna           |
| Kristin Davis         | Brooke Amstrong  | 30      |              |                  | Drugoplanowa     | Główna           |                  |                  |                  |
| Brooke Langton        | Samantha Reilly  | 68      |              |                  |                  | Gościnnie        | Główna           | Główna           | Główna           |
| Rob Estes             | Kyle McBride     | 100     |              |                  |                  |                  | Główna           | Główna           | Główna           |
| Lisa Rinna            | Taylor Davis     | 60      |              |                  |                  |                  | Główna           | Główna           | Główna           |
| Kelly Rutherford      | Megan Lewis      | 90      |              |                  |                  |                  | Główna           | Główna           | Główna           |
| David Charvet         | Craig Field      | 45      |              |                  |                  |                  | Główna           | Główna           |                  |
| Alyssa Milano         | Jennifer Mancini | 40      |              |                  |                  |                  | Drugoplanowa     | Główna           | Główna           |
| Linden Ashby          | Brett Cooper     | 35      |              |                  |                  |                  |                  | Główna           | Główna           |
| Jamie Luner           | Lexi Starling    | 58      |              |                  |                  |                  |                  | Główna           | Główna           |
| John Haymes Newton    | Ryan McBride     | 27      |              |                  |                  |                  |                  |                  | Główna           |

### W pozostałych rolach
- Anne Marie Johnson – Alycia Barnett (sezon 4)
- Patrick Muldoon – Richard Hart (sezony 3-5)
- Rena Sofer – Eve Cleary (sezon 7)
- Hunter Tylo – Taylor Davis – po wygranym castingu, wyrzucona z obsady

### Obsada gościnna
- Deborah Adair – Lucy Cabot – 1992–1993
- Tony Denison – Jim Reilly – 1997
- Anthony Tyler Quinn – Rory Blake – 1997–1998
- John Enos III – Bobby Parezi – 1995–1996
- Jennie Garth – Kelly Taylor – 1992
- Dan Gauthier – Jeff Baylor – 1998
- Linda Gray – Hillary Michaels – 1994
- Stacy Haiduk – Colleen Patterson – 1997
- Brian Austin Green – David Silver – 1992
- John Marshall Jones – Terrence Haggard – 1992–1993
- William Remington Moses – Keith Gray – 1992–1993
- Perry King – Hayley Armstrong – 1995
- Jeffrey Nordling – Eric Baines – 1997
- Alexandra Paul – Terry O’Brien – 1999
- Jonathan Penner – Noel Walker – 1993
- Scott Plank – Nick Reardon – 1997–1998
- Beata Poźniak – Katya Petrova – 1993
- Antonio Sabato Jr. – Jack Parezi – 1995
- Tori Spelling – Donna Martin – 1992
- Mark L. Taylor – Louis Visconti – 1997–1999
- Wayne Tippit – Palmer Woodward – 1993–1994
- Susan Walters – Christine Denton – 1998
- Steve Wilder – Alex Bastian – 1998
- Katie Wright – Chelsea Fielding – 1997
- Dey Young – Dr Irene Shulman – 1996–1999
- Ian Ziering – Steve Sanders – 1992

### Ekipa realizacyjna
- Darren Star – pomysł serialu
- Tim Truman, Eddie Arkin – muzyka
- Darren Star, Charles Pratt Jr., Frank South, James Kahn, Carol Mendelsohn, Dee Johnson – scenariusz
- Peg McClellan, Cameron Birnie, Deborah Siegel, Denise Wingate – scenografia
- Charles Correll, Chip Chalmers, Jefferson Kibbee, Richard Lang – reżyseria
- Aaron Spelling, E. Duke Vincent, Livia Hanich, Antoinette Stella, Kenneth Miller, Gail Patterson – produkcja

## Melrose Place w Polsce
- Emisja:

Pierwsza emisjaTVN, lata 1998–2001, środy około 21:30, wyemitowano wszystkie siedem sezonów.
Druga emisjaTVN 7, lata 2001–2002, poniedziałek-piątek o 19:05 i 9:40, wyemitowano wszystkie siedem sezonów.
Trzecia emisjaTV4, rok 2008, poniedziałek-sobota o 15:00 i 08:30, wyemitowano pierwszy sezon.
Czwarta emisjaOd 3 grudnia 2012 do 25 września 2016 roku na kanale CBS Drama od poniedziałku do piątku o różnych porach (premierowa emisja o 21:00, powtórki 18:00). Wyemitowano wszystkie siedem sezonów.
- Strona internetowa:

Od 2008 roku działa forum dla polskojęzycznych fanów Melrose Place: .

## Spin-off

### Emisja
Emisja Melrose Place, począwszy od jesieni 2009, odbywała się w każdy wtorek o 21;00 w The CW. W związku z niskimi wynikami oglądalności, które wciąż spadały, emisja zakończyła się wiosną 2010 na 1 sezonie, w którego skład weszło 18 odcinków.

### Zwiastun
Melrose Place – amerykański serial młodzieżowy stworzony przez stację The CW, będący spin-offem hitu lat 90. autorstwa TV FOX o tym samym tytule. Serial opowiada o losach młodych i ambitnych osób z ekskluzywnej kalifornijskiej dzielnicy, Melrose, w których życie wkradają się: miłość nienawiść, namiętność, intryga, zdrada, zemsta i śmierć.

### Zarys wątków
Głównym wątkiem w pierwszej części sezonu [odcinki 01-12] jest wyjaśnianie śmierci Sydney Andrews, którą martwą i zakrwawioną znaleziono w basenie kompleksu Melrose Place – wydarzenie to otwiera serial. Podejrzenie o zbrodnię pada na wszystkich mieszkańców, z którymi miała ona coś wspólnego. Wkrótce pojawią się także jej siostra, Jane Andrews, eks-mąż Jane i Sydney, Michael Mancini oraz szefowa Elli, Amanda Woodward, którzy także wyglądają na zamieszanych w sprawę.
Głównym wątkiem w drugiej części sezonu [odcinki 13-18] jest poszukiwanie drogocennego obrazu Amandy, którego ta wręczyła Sydney. Amanda w związku z tym wprowadza się do Melrose Place odziedziczonego przez Jane, ponieważ podejrzewa, że właśnie w tym budynku jest ukryte dzieło.
Pozostałe wątki opierają się na przeplatającym się wzajemnie życiu mieszkańców kompleksu Melrose Place, wśród których są: Ella Simms (agentka reklamowa, pewna siebie i dążąca do celu za wszelką cenę), Caleb Brewer (szef agencji reklamowej, gej niebojący się podrywać facetów), Violet Foster (kelnerka, dziewczyna ze wsi rzucająca się w miejski wir szaleństwa), Auggie Kirkaptrick (kucharz, alkoholik próbujący żyć w abstynencji), Lauren Yung (studentka medycyny, przez brak pieniędzy na czesne dorabiająca jako prostytutka), David Breck (bezrobotny, bogaty chłopak z trudnym dzieciństwem), Riley Richmond (nauczycielka pierwszoklasistów, zmagająca się z problemami narzeczeństwa z Jonahem) oraz Jonah Miller (początkujący twórca filmowy, żyjący swoją pasją i próbujący zaistnieć w branży).
W życie młodych mieszkańców są zamieszani także jego starzy mieszkańcy: Sydney Andrews (właścicielka Melrose Place, która szybko zbudowała rodzinny klimat w budynku i równie szybko go zburzyła), Jane Andrews (właścicielka butiku, która nie cofnie się przed niczym, by osiągnąć sukces w branży mody), Michael Mancini (lekarz medycyny, przewrotny i podstępny zawsze stawiający na swoim), Jo Reynolds (fotograf, jedyna uczciwa osoba wśród wachlarzu ciemnych charakterów) oraz Amanda Woodward (właścicielka agencji reklamowej, dla której interes jest cenniejszy niż życie i wszelkie wartości).

### Rozwiązanie wątków
Okazuje się, że Sydney została zamordowana przez Vanessę, żonę Michaela, która była zazdrosna o romans Sydney i Michaela – owdowiały Michael próbuje znów po latach wrócić do Jane, ale ta go odsyła. Natomiast obraz poszukiwany przez Amandę znajduje przez przypadek Ella w jednym z mieszkań Melrose Place – ostatecznie Amanda zostaje aresztowana za sprzedaż obrazu, a Ella tryumfuje.

### Ekipa realizacyjna
- Darren Star – pomysł pierwowzoru serialu
- Darren Schwimmer, Todd Slavkin – pomysł pierwowzoru serialu
- Alfred Sole – scenografia
- Darren Schwimmer, Todd Slavkin, Darren Star – scenariusz
- Davis Guggenheim, Greg Beeman – reżyseria
- Darren Schwimmer, Todd Slavkin, Greg Beeman – produkcja

### Obsada główna – w porządku alfabetycznym
- Katie Cassidy – Ella Simms – 2009–2010
- Colin Egglesfield – Auggie Kirkpatrick – 2009
- Stephanie Jacobsen – Lauren Yung – 2009–2010
- Jessica Lucas – Riley Richmond – 2009–2010
- Michael Rady – Jonah Miller – 2009–2010
- Ashlee Simpson-Wentz – Violet Foster – 2009
- Shaun Sipos – David Breck – 2009–2010
- Victor Webster – Caleb Brewer – 2009
- Nick Zano – Drew Pragin – 2010

### Obsada pozostała – w porządku alfabetycznym
- Kevin Alejandro – Anton V – 2009
- Brooke Burns – Vanessa Mancini – 2009
- Billy Campbell – Ben Brinkley – 2010
- Kelly Carlson – Wendi Mattison – 2009–2010
- Jenna Dewan – Kednra Wilson – 2009
- Bill English – Owen Anderson – 2010
- Adam Kaufman – Toby – 2009
- Nail Matter – Rick – 2009
- Melissa Ordway – Morgan McKellan – 2010
- Nicholas Gonzalez – Detective James Rodriguez – 2009

### Obsada gościnna [z pierwowzoru spin-offu] – w porządku alfabetycznym
- Josie Bissett – Jane Andrews – 2009–2010
- Thomas Calabro – Michael Mancini – 2009–2010
- Laura Leighton – Sydney Andrews – 2009–2010
- Heather Locklear – Amanda Woodward – 2009–2010
- Daphne Zuniga – Jo Reynolds – 2009–2010